# Коксиби

Целекоксиб — перший представник групи коксибів

Рофекоксиб — другий препарат із групи коксибів

Коксиби (або селективні інгібітори ЦОГ-2) — група лікарських препаратів, які належать до класу нестероїдних протизапальних препаратів, та по хімічній структурі є похідними сульфонаміду. До препаратів групи коксибів належать целекоксиб, рофекоксиб, вальдекоксиб, парекоксиб, еторикоксиб, луміракоксиб та априкоксиб.

## Історія створення

Парекоксиб — перший представник групи коксибів для парентерального застосування

Розробка лікарських препаратів групи коксибів розпочалась після відкриття ізоформ циклооксигенази — ЦОГ-1 та ЦОГ-2, і препарати даної групи створювались для заміни неселективних нестероїдних протизапальних засобів, які інгібують обидві форми циклооксигенази, та викликають часті побічні ефекти з боку травної системи. Дослідження і розробка цих препаратів проходили паралельно в Університеті Бригама Янга та Рочестерському університеті, в якому вперше запатентовані інгібітори ЦОГ-2. Університет Бригама Янга продовжував дослідження коксибів разом із корпорацією «Monsanto», яка пізніше продала права на розробку першого препарата групи — целекоксибу — корпорації «Pfizer», що спричинило довготривалий судовий процес між корпорацією «Pfizer» та Університетом Бригама Янга. Перший препарат групи коксибів — целекоксиб — був уперше допущений до застосування в клінічні практиці в США 31 грудня 1998 року під торговою маркою «Целебрекс». Другий препарат групи, рофекоксиб, розроблений паралельно в лабораторії компанії «Merck & Co» в США та вперше допущений до клінічного застосування FDA у травні 1999 року під торговельною маркою «Віокс» («Vioxx»). На початку XXI століття корпорація «Pfizer» розробила також вальдекоксиб та парекоксиб, компанія «Merck & Co» випустила на фармацевтичний ринок еторикоксиб, а корпорація «Novartis» — луміракоксиб. Проводились дослідження ефективності рофекоксибу та целекоксибу, по застосуванні при хворобі Альцгеймера та інших нейродегенеративних захворюваннях, при сімейному поліпозі товстого кишечника, а також раку товстого кишечника. І саме під час тривалих (18 місяців) клінічних досліджень по застосуванні рофекоксибу при поліпозі товстого кишечнику (під назвою APPROVE) вперше виявлено побічні ефекти рофекоксибу з боку серцево-судинної системи. У іншому дослідженні під назвою VIGOR, у якому початково порівнювались гастротоксичність рофекоксибу та напроксену, поряд із нижчою гастротоксичністю рофекоксибу було виявлено вищу частоту інфаркту міокарду у групі хворих, яким призначався рофекоксиб. Це явище було початково розцінене, як викликане кардіопротективними властивостями напроксену. Пізніше при інших дослідженнях, які проводились також у Канаді, Австралії, Великій Британії, встановлено вищий ризик серцевих та неврологічних подій (інсультів) при застосуванні рофекоксибу. На думку деяких дослідників, рофекоксиб міг викликати від 88 до 140 тисяч ускладнень ІХС, 44% яких могли завершитися смертю хворих. Пізніше встановлено, що особливий ризик побічних кардіологічних ефектів мають хворі після перенесеного інфаркту міокарду, хворі після перенесеного аортокоронарного шунтування, усі хворі з важкими формами ІХС, а також хворі з епізодами коронаротромбозу або після перенесеного інсульту. При подальших дослідженнях також встановлено вищу кардіотоксичність рофекоксибу в порівнянні з диклофенаком, еторикоксибом та напроксеном (у цих дослідженнях найвищий ризик виникнення інсульту був при застосуванні ібупрофену), хоча при дослідженні не було встановлено повністю безпечних нестероїдних протизапальних препаратів для серцево-судинної системи. Не всі дослідники погоджувалися із даними висновками про виняткову кардіотоксичність рофекоксибу, а часті кардіологічні побічні ефекти мотивувалися особливістю хімічної структури препарату та його селективністю до ЦОГ-2, що пов'язано із блокуванням синтезу ендотелієм кровоносних судин простацикліну, який виявляє захисний ефект для судин; а збільшення частоти побічних ефектів коксибів відзначалось у хворих із серйозною супутньою патологією, у яких є підвищений ризик утворення тромбозів. Під тиском звинувачень фірма «Merck & Co.» наприкінці 2004 року заявила про відкликання з фармацевтичного ринку рофекоксибу, та закликала зробити такий самий крок фірми, які виробляли генерики препарату. Цей крок було підтримано FDA та Європейським агентством з лікарських засобів, які відкликали ліцензію препарату. Частина клінічних досліджень целекоксибу вказує на то, що він може призводити до збільшення ризику серцево-судинних ускладнень на 37%. Такі результати клінічних досліджень вимусили FDA внести до інструкцій по застосуванню усіх нестероїдних протизапальних препаратів (окрім низьких доз ацетилсаліцилової кислоти) ймовірність збільшення серцево-судинного ризику при застосуванні даної групи препаратів. Проте, незважаючи на наявність таких застережень і для інших нестероїдних протизапальних препаратів, із фармацевтичного ринку був відкликаний вальдекоксиб (але у зв'язку із частими важкими шкірними ускладненнями — синдромом Стівенса-Джонсона), та в більшості країн світу також і луміракоксиб (у зв'язку із потенційною можливістю розвитку важкої печінкової недостатності). Окрім цього, парекоксиб та еторикоксиб не допущені до застосування у США — країні, в якій вони були розроблені. Незважаючи на дані застереження, рофекоксиб продовжує застосовуватися у ряді країн світу, в тому числі в Україні; луміракоксиб застосовується в ряді країн Латинської Америки; а парекоксиб та еторикоксиб успішно застосовуються у більшості країн світу (у тому числі в країнах Європейського Союзу). З даних препаратів лише целекоксиб продовжує широко застосовуватися в США у широкій клінічній практиці.
11 березня 2009 року Скотт Ройбен, колишній керівник клініки анестезіології та гострого болю Університету Тафтса, заявив про підробку представниками фармацевтичних компаній результатів клінічних досліджень лікарських препаратів, серед яких називались целекоксиб (Целебрекс) та рофекоксиб (Віокс). Представники компанії «Merck & Co», як виробники рофекоксибу, ніяк не відреагували на звинувачення, відповіли на нього лише представники компанії «Pfizer» заявою, що компанія розчарована словами Скотта Ройбена, і компанія «Pfizer» завжди підтримувала його дослідження, коли він працював у медичному центрі з найвищою довірою та мав бездоганну репутацію вченого-дослідника.

## Механізм дії
Механізм дії коксибів, як і інших нестероїдних протизапальних препаратів, полягає у інгібуванні ферменту циклооксигенази, яка забезпечує перетворення арахідонової кислоти у простагландини, а також зниження вироблення тромбоксанів, що призводить до гальмування розвитку запального процесу, зменшення болю, а також може призводити до зниження температури тіла. Особливістю фармакологічних властивостей коксибів є те, що вони є селективними інгібіторами ізоформи циклооксигенази ЦОГ-2, яка утворюється виключно у вогнищах запалення. Інші лікарські препарати, які до цього вважались селективними інгібіторами ЦОГ-2, а саме мелоксикам, німесулід, етодолак, набуметон, натепер вважаються переважними інгібіторами ЦОГ-2; тобто їх селективність до ЦОГ-2 є нижчою, ніж у коксибів. Активність коксибів саме до ізоформи ЦОГ-2 пояснюється особливістю структури активного центру ЦОГ-2 та молекули коксибів. Активний центр ЦОГ-2, на відміну від ЦОГ-1, має додаткову гідрофільну порожнину, яка пов'язана із заміною молекули ізолейцину на молекулу валіну в амінокислотній послідовності ферменту. У молекулах коксибів, натомість, є ригідний боковий ланцюг, який і дозволяє цим препаратам проникати всередину порожнини у молекулі ЦОГ-2, та взаємодіяти саме з цією ізоформою циклооксигенази. З групи коксибів найбільшу селективність до ЦОГ-2 серед усіх препаратів виявляє еторикоксиб, за різними даними, інгібуючи ЦОГ-2 у 106–344 рази сильніше, ніж ЦОГ-1. Саме відсутність впливу на ЦОГ-1 при застосуванні коксибів значно знижує ризик серйозних побічних ефектів з боку травної системи (у порівнянні з більшістю нестероїдних протизапальних засобів), проте відсутність антитромботичної дії коксибів в свою чергу може призводити до більшого ризику побічних ефектів з боку серцево-судинної системи. Проте вищий ризик серцево-судинних ускладнень при застосуванні коксибів було доведено лише при застосуванні рофекоксибу, при застосуванні інших препаратів групи такої закономірності не виявлено. Коксиби мають не тільки периферичну, але й центральну дію, доре проникають у ЦНС та діють на таламічні рецептори. Окрім протизапальної та знеболювальної дії, існують експериментальні дані про пригнічення коксибами ангіонеогенезу та індукування апоптоз пухлинних клітин, і може застосовуватися для зменшення ризику розвитку раку товстого кишечника, у тому числі при сімейному поліпозі товстого кишечника, пухлинах головного мозку та раку підшлункової залози. Проводилися дослідження по використанню целекоксибу та рофекоксибу для лікування хвороби Альцгеймера та бічного аміотрофічного склерозу, але застосування целекоксибу при цих захворюваннях виявилось неефективним. Проте в експериментальному застосуванні целекоксибу при шизофренії, біполярному афективному розладі та депресивних розладах виявлено позитивний вплив препарату, який обумовлюється впливом целекоксибу на дегенеративні процеси в нервовій системі, пов'язаних із запальними процесами. Більшість коксибів погано розчиняються у воді, що зумовлює їх переважно пероральне застосування.

## Фармакокінетика
Усі коксиби переважно швидко та добре всмоктуються при пероральному застоосуванні із досягненням максимальної концентрації в крові протягом 1—3 годин та біодоступністю, близькою до 100%. Парекоксиб після парентерального застосування швидко всмоктується із періодом напіввиведення із плазми крові 22 хвилини, і метаболізується до вальдекоксибу із досягненням його максимальної концентрації у крові протягом 30—60 хвилин. Усі коксиби добре зв'язуються з білками плазми крові, проникають через гематоенцефалічний та плацентарний бар'єр та грудне молоко. Метаболізуються препарати групи в печінці з утворенням переважно неактивних метаболітів. Виводяться препарати групи коксибів як із сечею, так і з калом. Період напіввиведення препаратів групи коливається від 8 годин у парекоксибу (по вальдекоксибу) до 22 годин у еторикоксибу; даних за збільшення цього часу у осіб похилого віку та у хворих із вираженими порушеннями функцій печінки та нирок немає.

## Застосування
Коксиби застосовуються при ревматологічних захворюваннях (ревматизмі, ревматоїдному артриті, анкілозуючому спондилоартриті, остеоартрозі, подагрі) як знеболювальні та протизапальні засоби; можуть застосовуватися при болях у спині; дисменореї, мігрені. Пероральні коксиби можуть застосовуватися для знеболення при малих (особливо стоматологічних операціях); а парекоксиб може застосовуватися як внутрішньовенно, так і внутрішньом'язово для знеболення після великих (хірургічних, травматологічних та гінекологічних) операцій, а також для знеболення в онкології. Целекоксиб застосовується (переважно у США) для зниження ризику раку товстого кишечника (у тому числі при сімейному поліпозі товстого кишечника).

## Побічна дія
Типовими побічними ефектами, що виникають при застосуванні коксибів, вважаються побічні ефекти з боку серцево-судинної системи. Найчастіше дані побічні ефекти виникають на фоні застосування рофекоксибу. Так, згідно даних деяких клінічних досліджень, нестабільність артеріального тиску при застосуванні рофекоксибу спостерігалась у 30% хворих (у порівнянні з 16% целекоксибу і 19% напроксену); також у частині клінічних досліджень підтверджувався вищий ризик гострих коронарних подій при застосуванні рофекоксибу в порівнянні з більшістю інших нестероїдних протизапальних препаратів (за винятком диклофенаку). При застосуванні рофекоксибу також підвищується ризик виникнення інфаркту міокарду, збільшується частота появи периферичних набряків; щоправда не змінюється частота інсультів та венозних тромбозів. Целекоксиб при проведенні клінічних досліджень значно безпечніший за рофекоксиб, і при його застосуванні спостерігається нижчий ризик інфаркту міокарду, ніж при застосуванні рофекоксибу та ібупрофену (хоча й вищий, ніж при застосуванні еторикоксибу, напроксену та диклофенаку); нижчий ризик ішемічного інсульту, ніж більшості нестероїдних протизапальних препаратів (включно з напроксеном, еторикоксибом та диклофенаком); хоча, згідно частини досліджень, целекоксиб може підвищувати ризик смертності від кардіоваскулярних причин (інші дослідження не підтверджують подібний зв'язок). При клінічних дослідженнях вальдекоксибу виявлена вища частота тромбоемболічних ускладнень при застосуванні препарату після операції аортокоронарного шунтування, подібні ускладнення можуть також спостерігатися при застосуванні парекоксибу(хоча не всі дослідники підтверджують цей висновок). При застосуванні парекоксибу можуть також спостерігатися брадикардія, периферичні набряки, рідко посилення ступеня серцевої недостатності. Характерною побічною дією при застосуванні еторикоксибу є дестабілізація артеріального тиску.
Побічні ефекти з боку травної системи при застосуванні коксибів спостерігаються значно рідше, ніж при застосуванні інших нестероїдних протизапальних препаратів. Найчастіше з боку травної системи спостерігаються незначні побічні ефекти — біль у животі, діарея, метеоризм, нудота; рідше блювання, печія, загострення виразкової хвороби, ерозивний езофагіт, панкреатит, перфорація кишечника; вкрай рідко спостерігаються шлунково-кишкові кровотечі. Характерним побічним ефектом при застосуванні луміракоксибу є печінкова недостатність, у зв'язку із чим препарат відкликаний із застосування в більшості країн світу.
Інші побічні ефекти при застосуванні коксибів спостерігаються рідко. Характерним побічним ефектом при застосуванні вальдекоксибу є синдром Стівенса-Джонсона, у зв'язку з чим він відкликаний із фармацевтичного ринку. При застосуванні рофекоксибу також є більший ризик побічних ефектів з боку нирок, ніж при застосуванні інших коксибів.

## Протипокази
Коксиби протипоказані при підвищеній чутливості до препаратів групи та інших нестероїдних протизапальних препаратів, загостренні виразкової хвороби шлунку та дванадцятипалої кишки, шлунково-кишковій кровотечі та порушеннях згортання крові, виражених порушеннях функції печінки та нирок, бронхіальній астмі зі супутнім поліпозом носа та непереносимістю ацетилсаліцилової кислоти, вагітності та годуванні грудьми. Препарати групи коксибів не застосовуються у дітей до 14 років. Після збільшення частоти серцево-судинних ускладнень при застосуванні рофекоксибу та інших коксибів, згідно рекомендацій FDA та Європейського агентства з лікарських засобів слід утримуватися від застосування коксибів у випадку перенесеного аортокоронарного шунтування, хворим із стенокардією або перенесеним інфарктом міокарду, а також після перенесених інсультів та епізодів коронаротромбозу.